# 韦拉卢尔
韦拉卢尔（Vellalur），是印度泰米尔纳德邦Coimbatore县的一个城镇。总人口17294（2001年）。

## 人口
该地2001年总人口17294人，其中男性8696人，女性8598人；0—6岁人口1401人，其中男683人，女718人；识字率64.28%，其中男性为69.66%，女性为58.84%。